# Coupe d'Égypte masculine de handball
La Coupe d'Égypte masculine de handball est une compétition à élimination directe opposant des clubs masculins de handball et disputée en Égypte depuis 1979.

## Palmarès
- 1979 : Zamalek SC (1)
- 1980 : Zamalek SC (2)
- 1981 : Zamalek SC (3)
- 1982 : Zamalek SC (4)
- 1983 : Zamalek SC (5)
- 1986 : Zamalek SC (6)
- 1987 : Port-Saïd HB (1)
- 1988 : Port-Saïd HB (2)
- 1989 : Port-Saïd HB (3)
- 1991 : Zamalek SC (7)
- 1992 : Zamalek SC (8)
- 1994 : Zamalek SC (9)
- 1996 : Al Ahly SC (1)
- 1998 : Al Ahly SC (2)
- 1999 : Zamalek SC (10)
- 2000 : Al Ahly SC (3)
- 2001 : Zamalek SC (11)
- 2002 : Zamalek SC (12)
- 2004 : Zamalek SC (13)
- 2005 : Al Ahly SC (4)
- 2006 : Zamalek SC (14)
- 2008 : Zamalek SC (15)
- 2009 : Al Ahly SC (5)
- 2010 : Police Union (1)
- 2013 : Police Union (2)
- 2014 : Al Ahly SC (6)
- 2015 : Héliopolis SC (1)
- 2016 : Zamalek SC (16)
- 2017 : Héliopolis SC (2)
- 2018 : Smouha SC (1)
- 2019 : Al Ahly SC (7)
- 2020 : Al Ahly SC (8)
- 2021 : Al Ahly SC (9)
- 2022 : SC Alexandrie (1)
- 2023 : Al Ahly SC (10)[1]

## Bilan par club
| Club          | Titres | Saisons                                                                                        |
| ------------- | ------ | ---------------------------------------------------------------------------------------------- |
| Zamalek SC    | 16     | 1979, 1980, 1981, 1982, 1983, 1986, 1991, 1992, 1994, 1999, 2001, 2002, 2004, 2006, 2008, 2016 |
| Al Ahly SC    | 10     | 1996, 1998, 2000, 2005, 2009, 2014, 2019, 2020, 2021, 2023                                     |
| Port-Saïd HB  | 3      | 1987, 1988, 1989                                                                               |
| Police Union  | 2      | 2010, 2013                                                                                     |
| Héliopolis SC | 2      | 2015, 2017                                                                                     |
| Smouha SC     | 1      | 2018                                                                                           |
| SC Alexandrie | 1      | 2022                                                                                           |